# West Carrollton City
West Carrollton és una població dels Estats Units a l'estat d'Ohio. Segons el cens del 2000 tenia 13.818 habitants.

## Demografia
Segons el cens del 2000, West Carrollton tenia 13.818 habitants, 6.134 habitatges, i 3.704 famílies. La densitat de població era de 845,5 habitants per km².
Dels 6.134 habitatges en un 27,4% hi vivien nens de menys de 18 anys, en un 45% hi vivien parelles casades, en un 11,4% dones solteres, i en un 39,6% no eren unitats familiars. En el 32% dels habitatges hi vivien persones soles el 8,6% de les quals corresponia a persones de 65 anys o més que vivien soles. El nombre mitjà de persones vivint en cada habitatge era de 2,24 i el nombre mitjà de persones que vivien en cada família era de 2,83.
Per edats la població es repartia de la següent manera: un 22,2% tenia menys de 18 anys, un 10,1% entre 18 i 24, un 32,8% entre 25 i 44, un 22,5% de 45 a 60 i un 12,4% 65 anys o més.
L'edat mediana era de 35 anys. Per cada 100 dones de 18 o més anys hi havia 88,6 homes.
La renda mediana per habitatge era de 40.964 $ i la renda mediana per família de 48.832 $. Els homes tenien una renda mediana de 38.382 $ mentre que les dones 25.591 $. La renda per capita de la població era de 20.721 $. Aproximadament el 6,1% de les famílies i el 7,4% de la població estaven per davall del llindar de pobresa.

## Poblacions més properes
El següent diagrama mostra les poblacions més properes.